# Merremia peltata
Merremia peltata é uma videira da família Convolvulaceae, endémica em Maurícia e Madagáscar.